# My Super Psycho Sweet 16 2
My Super Psycho Sweet 16 2 ist ein US-amerikanischer Slasher-Film aus dem Jahr 2010 von Jacob Gentry. Der von MTV produzierte Fernsehfilm ist die erste Fortsetzung Films My Super Psycho Sweet 16 aus dem Jahr 2009, der auf der Reality-TV-Show My Super Sweet 16 basierte.

## Handlung
Nach den traumatischen Ereignissen im ersten Teil verlässt Skye Rotter ihre Heimatstadt in der Hoffnung, anderswo ein normales Leben führen zu können. Sie findet ihre leibliche Mutter Carolyn, die Charlie Rotter einst verließ und dabei Skye bei ihm zurückließ und inzwischen einen neuen Mann und eine weitere Tochter, Alex, hat. Doch Charlie spürt sie auch hier auf, der Kampf ums Überleben beginnt erneut. Charlie tötet unter anderem Carolyn und ihren Mann, dann gelingt es Skye, ihn zu töten. Auch Alex überlebt schwer traumatisiert. 

## Veröffentlichung
Der Film feierte am 22. Oktober 2010 seine Premiere bei MTV und erschien zwei Wochen später am 3. November 2010 auf DVD.

## Soundtrack
Am 30. Oktober 2010 wurde der Soundtrack auf CD veröffentlicht.
| Künstler                       | Titel                     |
| ------------------------------ | ------------------------- |
| The Willowz                    | „Cons & Tricks“           |
| All Wrong and the Plans Change | „I Get Down“              |
| Headlights                     | „Telephones“              |
| Kidz in the Hall               | „Jukebox“ (feat. MC Lyte) |
| RJD2                           | „Heaven“                  |
| The Kissaway Trail             | „New Year“                |
| Fink                           | „Make it Good“            |
| Twin Tigers                    | „Passive Idol“            |
| Donnis                         | „Tonight“                 |
| Middleman                      | „It's Not Over Yet“       |
| State Shirt                    | „This is Old“             |
| The Pass                       | „Crosswalk Stereo“        |

## Fortsetzung
2012 entstand der dritte Teil der Serie und Abschluss der Trilogie, My Super Psycho Sweet 16 3. In der Fortsetzung spielte Lauren McKnight erneut Skye Rotter und Kirsten Prout die Rolle der Alex. Jacob Gentry führte wie auch bei den beiden Vorgängern Regie. Am 13. März 2012 feierte der Film auf MTV Premiere.